# Ратников, Александр Анатольевич
Алекса́ндр Анато́льевич Ра́тников (до 2011 года — Ско́тников; род. 18 августа 1979, Москва, РСФСР, СССР) — российский актёр театра, кино и телевидения.

## Биография
Александр Скотников родился 18 августа 1979 года в Москве в семье инженеров.
В детстве увлекался футболом, играл в спортивном клубе «Динамо» (Москва).
В 1996 году был принят на первый курс Государственного музыкального училища имени Гнесиных (ГМУ имени Гнесиных) по классу вокала, параллельно учась в одиннадцатом классе средней школы. Окончив училище в 2000 году, решил воплотить в жизнь свою детскую мечту — получить профессию актёра и работать в театре Олега Табакова.
В 2004 году окончил актёрский факультет Школы-студии МХАТ (руководитель курса — Евгений Борисович Каменькович).
Впервые снялся в кино в 2004 году, сыграв роль Андрюхи в короткометражном художественном фильме «Увольнение» режиссёра Алексея Мизгирёва.
С 2006 года — актёр Московского театра-студии под руководством Олега Табакова.
В 2011 году изменил фамилию на Ратников.

## Личная жизнь
- Жена — Анна Георгиевна Тараторкина (род. 8 октября 1982), актриса театра и кино[3]. Актёры познакомились на съёмках «Службы доверия» в 2007 году. Позже они поженились[4].
  - Сын — Никита (род. 27 декабря 2010).

В 2020 году актёры развелись.

## Творчество

### Роли в театре

#### Московский театр-студия под руководством Олега Табакова
- 2006 — «Псих» по роману Александра Минчина (режиссёр-постановщик — Андрей Житинкин) — алкоголик
- 2006 — «Старый квартал» по пьесе Теннесси Уильямса (постановка, режиссура и музыкальное оформление — Андрей Житинкин) —
- 2006 — «Потомок» Владимира Жеребцова  (режиссёр — Искандер Сакаев) — Юлай, молодой современник
- «Бег» М. Булгакова (реж. Е. Невежина)
- 2006 — «Воскресение. Супер» по пьесе братьев Пресняковых по мотивам романа «Воскресение» Льва Толстого (режиссёр — Юрий Бутусов) — Филипп
- 2006 — «Когда я умирала» Уильяма Фолкнера (режиссёр — Миндаугас Карбаускис) —
- 2006 — «Солдатики» Владимира Жеребцова (режиссёр — Дмитрий Петрунь) — Хруст
- «Похождение», составленное по поэме Н. В. Гоголя «Мёртвые души»  (режиссёр-постановщик — Миндаугас Карбаускис) —
- 2006 — «Рассказ о семи повешенных» Леонида Андреева (режиссёр-постановщик — Миндаугас Карбаускис) — Сергей Головин, слуга
- 2007 — «Затоваренная бочкотара» по одноимённой повести Василия Аксёнова (режиссёр — Евгений Каменькович) — Ваня Кулаченко, пилот-распылитель

### Фильмография
| Год       |   | Название                                     | Роль |
| --------- | - | -------------------------------------------- | --- |
| 2004      | ф | Увольнение                                   | Андрюха (эпизод) |
| 2005      | с | Солдаты 5                                    | эпизод |
| 2005      | ф | Псих                                         | алкоголик (эпизод) |
| 2007      | ф | Дед Мороз поневоле                           | Сергей Хлебников, младший брат Алексея |
| 2007      | с | Судебная колонка (серия № 4 «Честь мундира») | Ордынцев |
| 2007      | с | Служба доверия                               | Дмитрий Мысин, практикант, сотрудник службы доверия                                                                                              |
| 2007      | ф | Сван / Svani (Грузия)                        | Владимир, армейский друг Джабега |
| 2007      | с | Национальное достояние                       | эпизод |
| 2008      | ф | Однажды в провинции                          | Руслан Тасоев, друг Николая |
| 2008      | ф | Отцы и дети                                  | Аркадий Кирсанов (главная роль) |
| 2008      | с | Если нам судьба                              | Павел Матвеев (в молодости) |
| 2009      | ф | Я покажу тебе Москву                         | Андрей Котельников, охранник, москвич (главная роль)                                                                                             |
| 2009      | с | Последний кордон                             | Виктор Мураткин, журналист (главная роль) |
| 2009      | ф | Дом для двоих                                | Павел, племянник Нины (главная роль) |
| 2010      | ф | Земля людей                                  | Алексей Комаров, писатель, сценарист |
| 2010      | ф | Над городом                                  | Георгий (главная роль) |
| 2010      | с | Как я встретил вашу маму                     | Дима Носов (главная роль) |
| 2010      | ф | Каденции                                     | Костя |
| 2011      | с | Иное (серия № 2 «Проклятие»)                 | Александр, приятель Симы |
| 2011      | с | Лжесвидетельница                             | Сергей Самарин, следователь |
| 2011      | с | Медовая любовь                               | Сергей Владимирович Филатов |
| 2011      | с | Не плачь по мне, Аргентина!                  | Андрей, главный редактор |
| 2011      | с | Последний кордон. Продолжение                | Виктор Мураткин, журналист (главная роль) |
| 2011      | ф | Приказано женить                             | Козлов |
| 2011      | с | Секта                                        | Олег |
| 2012      | ф | Ищите маму                                   | Игорь (главная роль) |
| 2012      | с | Виктория                                     | Юрий Рыбников |
| 2012      | ф | Разрешите тебя поцеловать... снова           | Антон Стрельников, фермер, сводный брат Ляли |
| 2012      | с | Преступление по наследству                   | Боря в молодости |
| 2012      | с | Грозное время                                | Максим Скуратов, сын Малюты Скуратова |
| 2013      | ф | Тест на любовь                               | Александр Никифоров |
| 2013      | с | Тёщины блины                                 | Дима Блинов |
| 2013      | с | Всё будет хорошо                             | Игорь |
| 2013      | ф | Тёмный мир: Равновесие                       | Гриша, сотрудник Службы доставки (муж Лизы), посвящённый с рамочкой                                                                              |
| 2013      | ф | Околофутбола                                 | Егор «Тичер» Толокнов |
| 2013      | ф | Икона сезона                                 | «Вьюга» (главная роль) |
| 2014      | с | Московская борзая                            | Николай Николаевич Горохов, капитан нижегородской полиции                                                                                        |
| 2014      | с | Безопасность                                 | Роман Данилович Фокин |
| 2014      | ф | Любит не любит                               | Марат, друг Алексея |
| 2014      | ф | Золотая невеста                              | Евгений Волков |
| 2014      | ф | Смайлик                                      | Владик |
| 2015—2017 | с | Мамочки                                      | Иван (Ваня) Николаевич Смирнов, 31 год, бывший муж Ани, папа Миши, старший брат Вики, бывший старший менеджер дилерского центра «Демидов моторс» |
| 2015      | ф | Последний рубеж                              | Смирнов, старшина роты панфиловцев |
| 2016      | ф | Любовь как стихийное бедствие                | Александр Морозов, бывший одноклассник Ирины (главная роль)                                                                                      |
| 2017      | с | Отчаянный домохозяин                         | Дмитрий |
| 2017      | с | Девочки не сдаются                           | Женя, начальник технической службы аэропорта |
| 2017      | ф | Когда возвращается прошлое                   | Игорь Леонидович, классный руководитель Вани |
| 2017      | ф | На краю любви                                | Вадим |
| 2017      | ф | Опасный круиз                                | Ярослав |
| 2017      | с | Сальса                                       | Сергей |
| 2017      | ф | Три в одном                                  | Егор Журавлёв, следователь |
| 2017      | ф | Три в одном 2                                | Егор Журавлёв, следователь |
| 2017      | ф | Салют-7                                      | помощник руководителя полётов (прототип — Виктор Благов)                                                                                         |
| 2017      | с | Капитанша                                    | Леонид Верховцев (главная роль) |
| 2018      | ф | Одна на двоих                                | Илья Горелов |
| 2018      | ф | Замкнутый круг                               | Дмитрий Яструб |
| 2018      | ф | Три в одном 4                                | Егор Журавлёв, следователь |
| 2018      | с | Московская борзая 2                          | Николай Николаевич Горохов, капитан нижегородской полиции                                                                                        |
| 2018      | ф | Три в одном 3                                | Егор Журавлёв, следователь |
| 2018      | с | Света с того света                           | Игорь Корабельников, бизнесмен |
| 2018      | ф | Ты моя любимая                               | Юрий Калачёв (главная роль) |
| 2019      | ф | Союз спасения                                | майор Чистов |
| 2019      | с | Капитанша. Продолжение                       | Леонид Верховцев (главная роль) |
| 2019      | ф | Три в одном 5                                | следователь Егор Журавлёв |
| 2019      | ф | Три в одном 6                                | Егор Журавлёв, следователь |
| 2020      | ф | Три в одном 7                                | Егор Журавлёв, следователь |
| 2020      | ф | Три в одном 8                                | Егор Журавлёв, следователь |
| 2020      | с | Паромщица                                    | Лёва Титов |
| 2020      | с | Теорема Пифагора                             | Михаил Ненашев |
| 2020      | с | Вольф                                        | Юджин |
| 2020      | с | Психология преступления                      | Алексей Леонидов, следователь СК |
| 2022      | с | Союз Спасения. Время гнева                   | майор Чистов |
| 2022      | с | Капельник                                    | Вася Соловьёв, крупный медиаменеджер |
| 2023      | с | Полярный 3                                   | Ломаев |
| 2024      | с | Калимба                                      | Антон Градов, бывший муж Томы, друг Виктора Анатольевича Мещерского                                                                              |
| 2025      | ф | Кракен                                       | Татаринов |

## Награды и премии
- 2006 — премия газеты «Московский комсомолец» в номинации «Лучший актёрский ансамбль» — за роль Сергея Головина (слуги) в спектакле «Рассказ о семи повешенных» по пьесе Леонида Андреева в постановке Миндаугаса Карбаускиса на сцене Московского театра-студии под руководством Олега Табакова.

## Интервью
- Александр Ратников: «Чем старше я становлюсь, тем больше замечаю в себе папиных черт», июнь 2019 г. интернет-журнал BrightStories.ru